# Nhổ củ cải
Nhổ củ cải, hay Củ cải, (tiếng Nga: Репка) là một câu chuyện cổ tích do nhà nghiên cứu văn hóa dân gian Aleksandr Afanasyev thu thập và in trong tập sách Những câu chuyện cổ tích Nga. Câu chuyện được ghi lại ở khu vực Arkhangelsk.

## Nội dung
Ngày xửa ngày xưa, có hai ông bà già và một cô cháu gái sống trong ngôi nhà bằng gỗ bên cạnh mảnh vườn xinh xắn. Trong nhà còn có một con Chó, một con Mèo và một chú Chuột Nhắt.
Vào mùa thu, ông già mang về một cây củ cải nhỏ và trồng trong vườn. Ngày ngày, ông ra sức chăm chút cho cây. Sáng nào ông cũng cho cây cải uống một gáo nước. Chiều nào ông cũng bắt sâu, nhổ cỏ cho cây. Cây cải cũng không phụ lòng tốt của ông, nó lớn nhanh như thổi. Chẳng bao lâu nó trở thành một cây cải khổng lồ, to chưa từng thấy...

### Nhân vật
- Củ cải khổng lồ
- Ông lão, bà lão
- Cô cháu gái
- Chó Con
- Mèo Con
- Chuột Nhắt